# Minsheng Bank Building
La Minsheng Bank Building est un gratte-ciel de Wuhan terminé en 2007.

## Description
Il mesure 331,3 mètres pour 68 étages, ce qui lui permet de dépasser le Wuhan World Trade Tower achevé 8 ans auparavant. L'occupation de l'immeuble ne va pas plus loin que 237m, ce qui signifie que 28 % de l'espace du gratte-ciel ne sont pas occupés (2013).

## Histoire
La construction du Minsheng Bank Building est achevée en 2007.
En 2013, le gratte-ciel est racheté par le richissime homme d'affaires Chen Hong Tian pour 830 millions de yuans et devient la maison mère de sa holding tentaculaire, le Cheung Kei Group.